# Cayuga County
Cayuga County är ett administrativt område i delstaten New York, USA. År 2010 hade countyt 80 026 invånare. Den administrativa huvudorten (county seat) är Auburn. 

## Geografi
Enligt United States Census Bureau har countyt en total area på 2 237 km². 1 794 km² av den arean är land och 441 km² är vatten. 

### Angränsande countyn
- Oswego County, New York - nordost
- Onondaga County, New York - öster
- Cortland County, New York - sydost
- Tompkins County, New York - söder
- Seneca County, New York - väster
- Wayne County, New York - väster

### Städer och samhällen
- Auburn (huvudort)
- Aurelius
- Aurora
- Brutus
- Cato
- Cayuga
- Conquest
- Fair Haven
- Fleming
- Genoa
- Ira
- Ledyard
- Locke
- Melrose Park
- Mentz
- Meridian
- Montezuma
- Moravia
- Niles
- Owasco
- Port Byron
- Scipio
- Sempronius
- Sennett
- Springport
- Sterling
- Summerhill
- Throop
- Union Springs
- Venice
- Victory
- Weedsport